# Profond Vorsorgeeinrichtung
Die Profond Vorsorgeeinrichtung mit Hauptsitz in Zürich und einer Geschäftsstelle in Lausanne wurde 1991 gegründet. Sie ist eine unabhängige Schweizer Pensionskasse für kleine und mittlere Unternehmen in der Rechtsform einer Stiftung. Sie versichert als gemeinschaftliche Vorsorgeeinrichtung das Personal der ihr angeschlossenen Unternehmen im Rahmen der 2. Säule.
Profond verfolgt eine langfristige Anlagestrategie und setzt bei den Investitionen hauptsächlich auf sogenannte Realwerte, das heisst auf Aktien und Immobilien.

## Kennzahlen
Kennzahlen 2025
- Rund 2‘700 angeschlossene Unternehmen
- Ca. 90‘000 Versicherte

Kennzahlen per 31. Dezember 2024
- Deckungsgrad: 110.2 %
- Verwaltetes Vermögen: 12.8 Mrd. CHF
- Rendite: 9.8 %
- Verzinsung: 8 %

## Rechtsgrundlagen
Die gesetzlichen Grundlagen bilden das Bundesgesetz über die berufliche Alters-, Hinterlassenen- und Invalidenvorsorge, das Bundesgesetz über die Freizügigkeit in der beruflichen Alters-, Hinterlassenen- und Invalidenvorsorge sowie die dazugehörigen Verordnungen. Zu den Rechtsgrundlagen zählt zudem das Vorsorgereglement der Profond Vorsorgeeinrichtung.

## Anlagestrategie
Strategische Vermögensaufteilung (Stand 1. Januar 2025):
- 2 % Liquidität
- 14 % Obligationen
- 47 % Aktien
- 22 % Immobilien
- 5 % Infrastruktur
- 10 % Privatmarktanlagen

## Organisation
Oberstes Organ ist der Stiftungsrat. Dieser setzt sich paritätisch aus je vier Arbeitgeber- und Arbeitnehmervertretern zusammen und wird jeweils auf vier Jahre von der ebenfalls paritätisch aus Arbeitgeber- und Arbeitnehmervertreter zusammengesetzten Personalvorsorgekommission gewählt. Die operative Führung obliegt der Geschäftsleitung.